# Taha Hussein Yaseen
Taha Hussein Yaseen Yaseen (arabisch طه حسين ياسين, DMG Ṭāhā Ḥusain Yāsīn, * 1. Januar 1998) ist ein irakischer Sprinter, der sich auf den 400-Meter-Lauf spezialisiert hat und aktueller Inhaber des Landesrekordes über 200 und 400 Meter ist.

## Sportliche Laufbahn
Erste internationale Erfahrungen sammelte Taha Husein Yaseen bei den Jugendweltmeisterschaften 2015 in Cali, bei denen er mit 48,59 s in der ersten Runde ausschied. Im Jahr darauf gewann er bei den Arabischen Juniorenmeisterschaften in Tlemcen die Bronzemedaille im 200-Meter-Lauf sowie Silber über 400 Meter. Anschließend gewann er auch bei den Juniorenasienmeisterschaften in der Ho-Chi-Minh-Stadt in 47,55 s die Silbermedaille hinter dem Japaner Obuchi Mizuki. Zudem belegte er mit der irakischen 4-mal-400-Meter-Staffel in 3:12,41 min den vierten Platz. Damit qualifizierte er sich für die U20-Weltmeisterschaften im polnischen Bydgoszcz, bei denen er mit 47,26 s im Halbfinale ausschied. Zwei Jahre später nahm er erstmals an den Asienspielen in Jakarta teil und wurde mit der Staffel in 3:07,64 min Siebter. 2019 siegte er mit der Staffel bei den Arabischen Meisterschaften in Kairo und stellte bei den Asienmeisterschaften in Doha mit 45,74 s im Finale einen neuen Landesrekord auf, mit dem er sich auf dem sechsten Platz klassierte. Zudem wurde er mit der Staffel disqualifiziert. Anfang Oktober nahm er an den Weltmeisterschaften in Doha teil und schied dort mit 46,58 s in der Vorrunde aus. 2021 siegte er in 46,29 s bei den Arabischen Meisterschaften in Radès und gewann in 21,00 s die Silbermedaille über 200 Meter hinter dem Katari Femi Ogunode. Zudem siegte er in 3:11,27 min auch in der 4-mal-400-Meter-Staffel. Daraufhin startete er über 400 Meter bei den Olympischen Sommerspielen in Tokio und schied dort mit 46,00 s in der ersten Runde aus.
2023 belegte er bei den Westasienmeisterschaften in Doha in 21,20 s und 47,41 s jeweils den vierten Platz über 200 und 400 Meter und anschließend belegte er bei den Arabischen Meisterschaften in Marrakesch in 20,89 s den vierten Platz über 200 Meter und gelangte mit 47,44 s auf Rang sechs über 400 Meter. Kurz darauf gewann er bei den Panarabischen Spielen in Algier in 20,99 s die Bronzemedaille über 200 Meter hinter dem Marokkaner Machmour Chakir und Mohamed Obaid al-Saadi aus dem Oman. Zudem sicherte er sich mit der 4-mal-400-Meter-Staffel in 3:06,37 min die Bronzemedaille hinter den Teams aus Algerien und Marokko. Daraufhin wurde er mit der Staffel in 3:04,94 min Vierter bei den Asienmeisterschaften in Bangkok. Im August schied er bei den Weltmeisterschaften in Budapest mit 21,01 s in der ersten Runde über 200 Meter aus und im Oktober wurde er mit der Staffel bei den Asienspielen in Hangzhou im Finale disqualifiziert. Im Jahr darauf gewann er bei den Hallenasienmeisterschaften in Teheran in 3:12,09 min gemeinsam mit Ihab Jabbar Hashim, Mohammed Abdulridha al-Tameemi und Yasir Ali al-Saadi die Silbermedaille im Staffelbewerb hinter dem kasachischen Team. Im Mai gewann er bei den Westasienmeisterschaften in Basra in 45,88 s die Bronzemedaille über 400 Meter und im August schied er bei den Olympischen Sommerspielen in Paris mit 10,50 s in der ersten Runde im 100-Meter-Lauf aus. 
2025 schied er bei den Asienmeisterschaften in Gumi mit 47,07 s im Halbfinale über 400 Meter aus. 
In den Jahren 2018, 2019 und 2021 wurde Yaseen irakischer Meister im 400-Meter-Lauf sowie 2020 und 2021 auch über 200 Meter.

## Persönliche Bestleistungen
- 100 Meter: 10,50 s (+0,3 m/s), 3. August 2024 in Paris
- 200 Meter: 20,81 s, 6. November 2020 in Bagdad (irakischer Rekord)
- 400 Meter: 45,74 s, 22. April 2019 in Doha (irakischer Rekord)
  - 400 Meter (Halle): 49,03 s, 3. März 2019 in Teheran